# Arroyo Talita
Der Arroyo Talita ist ein Fluss in Uruguay.
Er entspringt in der Cuchilla Grande Inferior einige Kilometer nordwestlich der Quelle des Arroyo del Pescador und westlich der dort verlaufenden Ruta 23. Von dort fließt er auf dem Gebiet des Departamentos Flores in zunächst westliche, dann nordwestliche Richtung. Dabei unterquert er die Ruta 57. Er mündet an der Grenze zum Nachbardepartamento Soriano als rechtsseitiger Nebenfluss in den Arroyo Grande.